# Vallée du Tilemsi
Vallée du Tilemsi är en dal i Mali.   Den ligger i regionen Kidal, i den östra delen av landet, 1 100 km nordost om huvudstaden Bamako.